# Родинний маєток Лянцкоронських у селі Хлопи (Переможне)

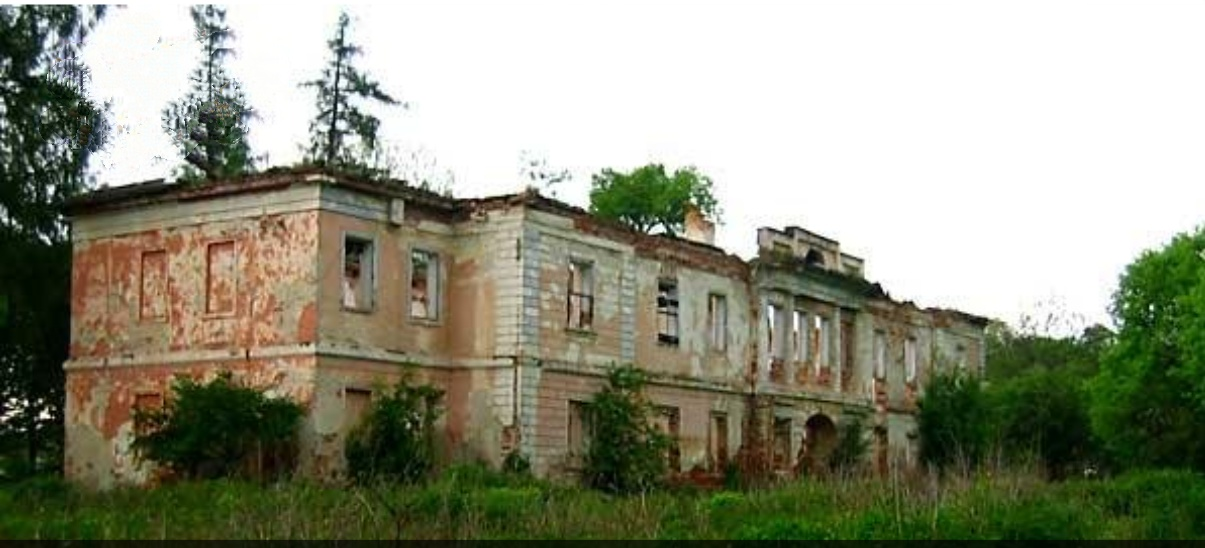
Руїни палацу Кароліни Лянцкоронської. Фото 2018 року

Родинний маєток Лянцкоронських у селі Хлопи (Chłopy) — двоповерхова будівля, споруджена у парку на краю села Хлопи (нині — село Переможне, Городоцького району, Львівської області) між XVIII і ХІХ століттями польським шляхтичем Антонієм Юзефом Лянцкоронським. У міжвоєнні часи палац слугував польською школою. Проте раніше в цих стінах мешкала Кароліна Лянцкоронська — дочка відомого польського графа Кароля Лянцкоронського, остання представниця давнього шляхетського роду Лянцкоронських. Після смерті батька, Кароліна стала спадкоємицею родинного маєтку у Хлопах.
Власністю родини Лянцкоронських були й  маєтки в інших містах Східної Галичини (Розділ, Ягільниця). На відміну від Роздольського маєтку, зараз палац Лянцкоронських в с. Переможне — це руїна. У вересні 1939 року німецькі солдати зруйнували будівлю. Відомо те, що місцеві жителі після відступу німців 22 вересня 1939 року привезли графині Лянцкоронській те, що вдалося врятувати — папери та рукопис книги, яку пані професор готувала протягом багатьох років.

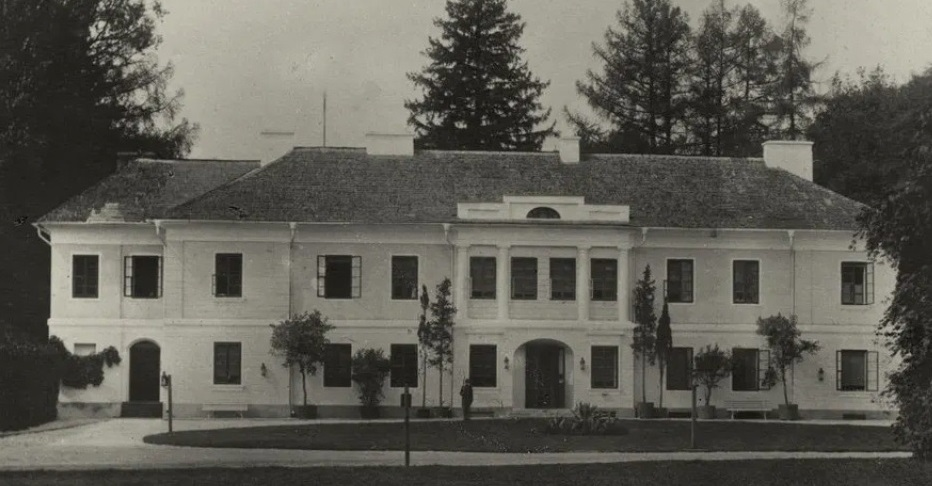
Маєток родини Лянцкоронських у селі Хлопи. Фото 1915 року

Колись розкішний палац сьогодні вражає занедбаністю. Родинний маєток завжди був окрасою селища. А тим часом споруда з кожним роком руйнується все більше й більше.